# スリッパ温泉卓球大会
スリッパ温泉卓球大会（スリッパおんせんたっきゅうたいかい）は、佐賀県の嬉野温泉にて、毎月最終日曜日に開催されている、温泉スリッパ卓球の大会である。

## 概要
嬉野温泉の旅館大村屋の代表・北川健太の呼びかけにより、嬉野温泉の旅館及びホテルの有志が集まり、「チームUreshino」を結成。
観光客誘致のために温泉地ならではの「スリッパ温泉卓球大会」を開催。第一回目はテレビ番組『日経スペシャル ガイアの夜明け（テレビ東京）』にて放送される。
スリッパ温泉卓球のマスコットキャラクターは「ぬくいずみ部長」（一般公募により決定）“ぬくいずみ”は“温泉”の訓読み。
開始3年目にして、他の温泉地（湯田温泉〈スリッパ〉、雲仙温泉〈なべぶた〉、黒川温泉〈温泉手形〉）と協力して「ご当地温泉卓球振興協議会」を設立。2013年6月に嬉野温泉にて「第一回ご当地温泉卓球大会」が開催された。

## スリッパ温泉卓球ルール
- 旅館・ホテルのスタッフと嬉野温泉の宿泊客が対決する
- 客は宿泊施設の浴衣を着用
- 5点マッチ制
- サーブは全て客から
- 客が勝った場合は旅館ホテルが持ち寄った賞品を抽選でプレゼント
- 参加賞として嬉野温泉お茶石鹸がもらえる
- 公式審判委員長は肥前夢街道の葉隠忍者頭目・剣源蔵
- 年に1回の周年記念大会だけ、客のみのトーナメントが行われる

## ご当地温泉卓球ルール
- 客同士で対決
- 6点マッチ制
- ラケットを各ご当地のものに2点ごとで交換する
- 上位8位から各温泉地が用意した賞品が贈呈される

## 出演番組
- かちかちワイド（STSサガテレビ）
- めんたいワイド（FBS福岡放送）
- 今日感テレビ（RKB毎日放送）
- アサデス。（KBC九州朝日放送）
- 日経スペシャル ガイアの夜明け（テレビ東京）